# Puixma
El riu Puixma (en rus Пушма) passa per l'óblast de Kírov, al nord de Rússia. Pertany a la conca hidrogràfica del Dvinà Septentrional. Desemboca al riu Iug És navegable al seu curs inferior. Té una longitud de 171 km i una conca de 2.520 km². Es glaça de gener a abril o maig.